# Ordonnance de mars 1685 sur les esclaves des îles de l'Amérique
Lire en ligne

Ordonnance de mars 1685, version enregistrée à Saint-Domingue).

L'ordonnance de mars 1685 sur les esclaves des îles de l'Amérique est promulguée en mars 1685 par le roi de France Louis XIV. Elle fut préparée dans le cadre du vaste processus de législation royale, principalement en matière religieuse, animé sous le règne de Louis XIV par Jean-Baptiste Colbert, et poursuivi par son fils homonyme, le marquis de Seignelay (1651-1690) qui s'illustra, quelques mois plus tard, par la promulgation de l'édit de Fontainebleau qui révoque l'édit de Nantes. 
Le texte, qu'on appellera aussi « édit » par la suite, concerne d'abord la Martinique, la Guadeloupe, et Saint-Christophe. Il sera ensuite étendu à la partie française de Saint-Domingue en 1687, puis à la Guyane en 1704. Son contenu juridique est principalement d'origine locale, mais il existe des variantes ponctuelles parfois importantes entre les différentes versions ou éditions de ce texte. Il réglemente le statut et la condition des esclaves des colonies concernées, ainsi que la police religieuse générale, notamment à l'égard des juifs et des protestants. À partir du début du XVIIIe siècle, l'ordonnance sera plus communément désignée par le terme « édit » et surtout « Code Noir », une expression qui en viendra à prendre des sens différents.

## Origines et dimension politique et symbolique

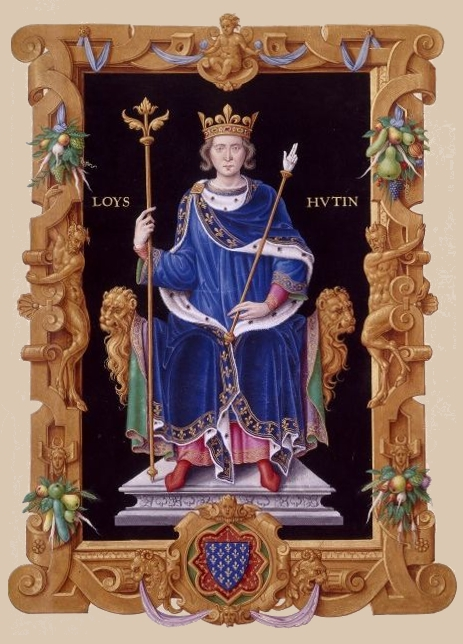
Juillet 1315, Ordonnance de Louis X de France, dit le Hutin, c'est-à-dire « l'entété », roi de France de 1314 à 1316, portant : Considérant que notre royaume est dit et nommé le royaume des Francs, et voulant que la chose soit accordante au nom, avons ordonné que toute servitude soit ramenée à franchise.

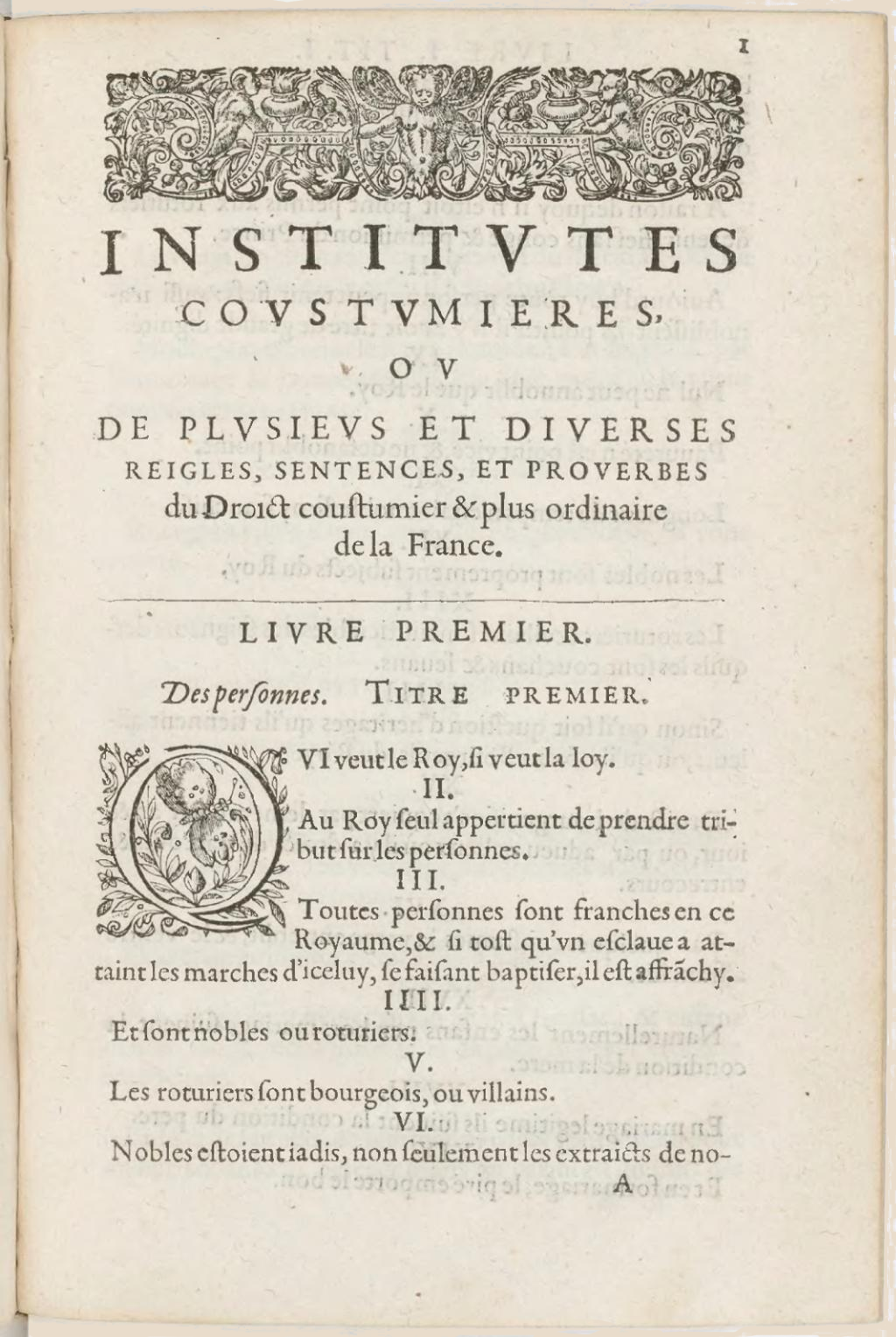
Toutes Personnes sont franches en ce Royaume, Antoine Loysel.- Institutes Coustumières, 1607.

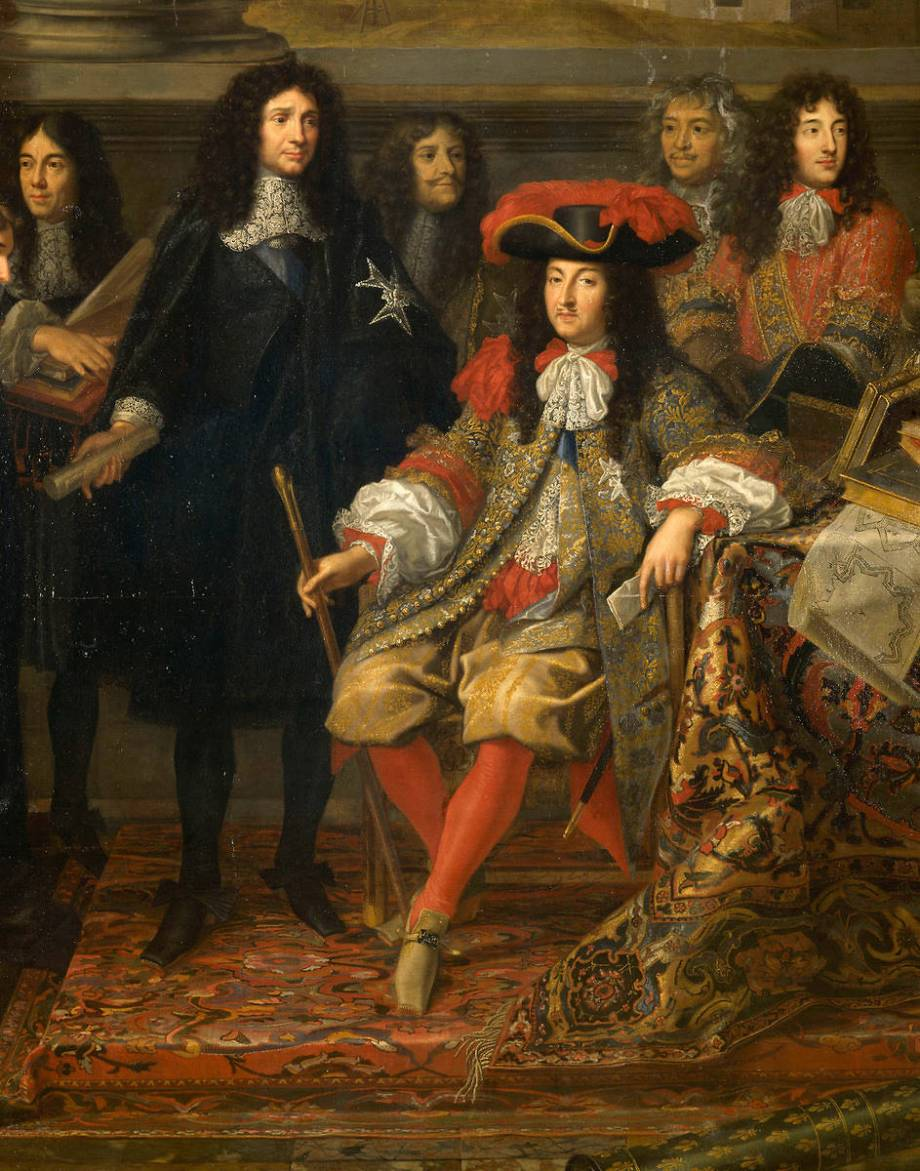
Charles le Brun.- Jean-Baptiste Colbert présentant les membres de l'Académie Royale des Sciences à Louis XIV (1638-1715).

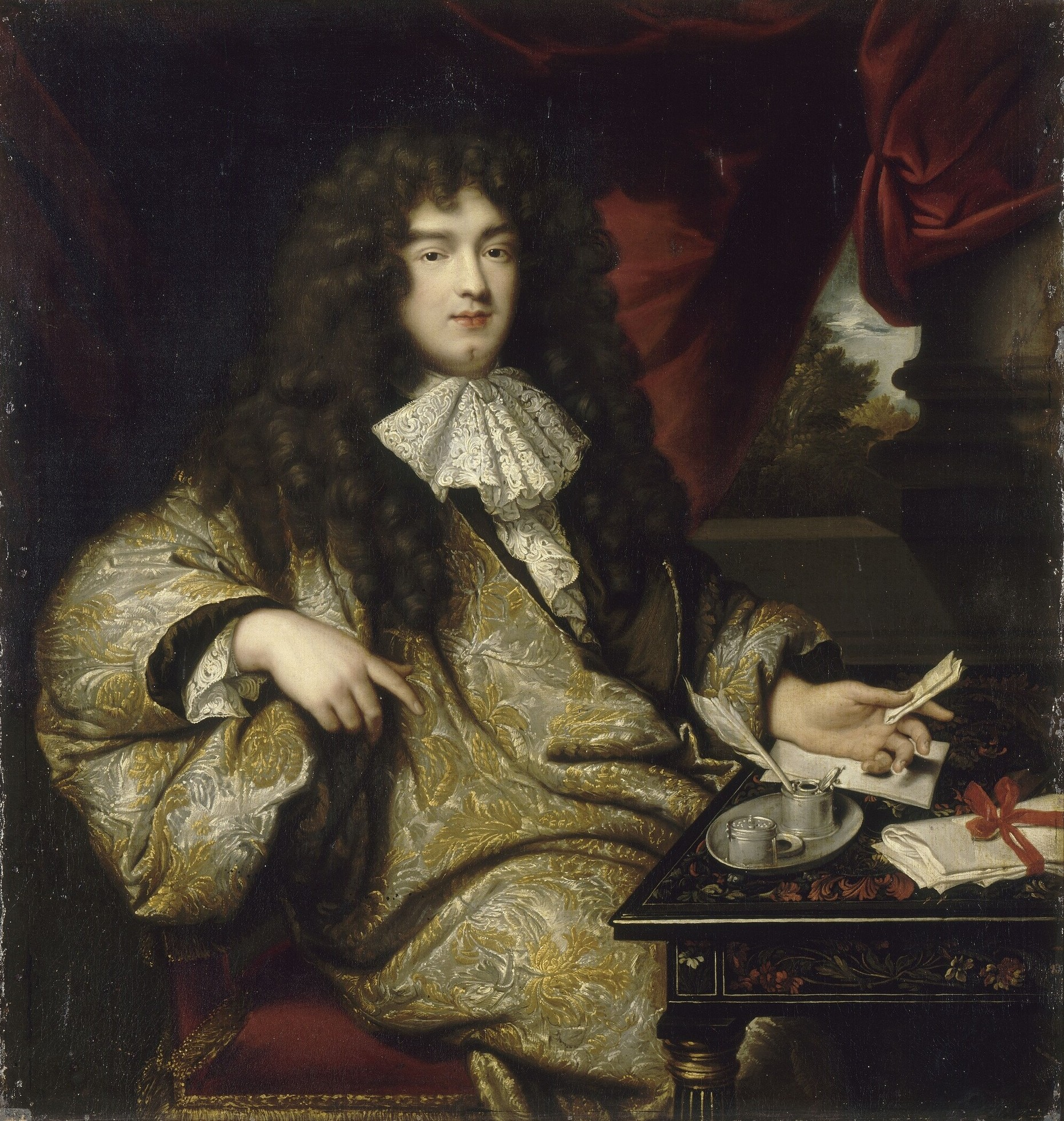
Jean-Baptiste Colbert de Seignelay, fils, signataire & auteur scientifique de l'ordonnance de 1685.

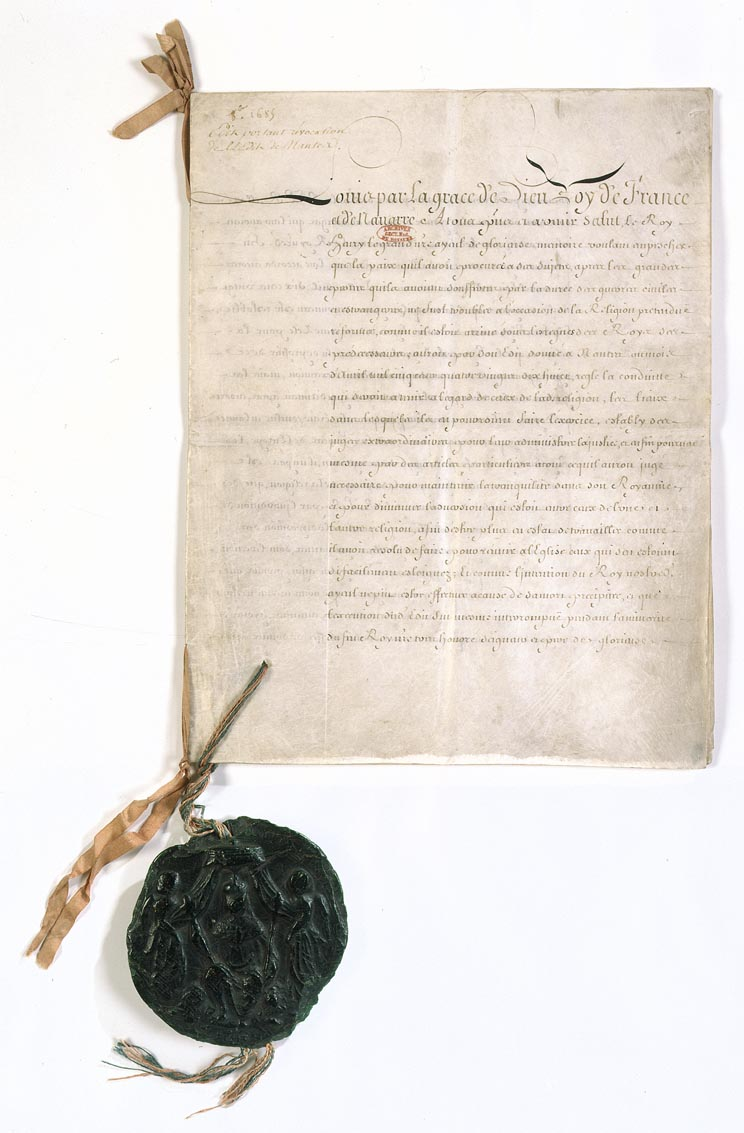
Louis XIV.- Édit de Fontainebleau ou révocation de l’édit de Nantes qui octroyait, en 1598, des libertés aux protestants, 18 octobre 1685.

Loin de composer lui-même son contenu juridique, Colbert demande au contraire en 1681 aux administrateurs coloniaux des îles françaises de réunir ce qui constituera le matériau juridique de la future ordonnance, à savoir usages, coutumes et règlements locaux, y compris quelques textes royaux déjà émis. 
Ce qu'on peut appeler les « travaux préparatoires » de l'ordonnance sont principalement constitués de deux mémoires, l'un de 1682, l'autre, plus complet, de 1683, rédigés respectivement par les intendants Jean-Baptiste Patoulet, premier intendant des îles d'Amérique, puis son successeur Michel Bégon, qui siègent en Martinique bien que les mémoires soient signés à Saint-Christophe, première colonie française fondée aux Antilles et premier siège du gouvernement général. Les rapports entre ces mémoires et le texte de l'ordonnance de mars 1685 ont été mis en lumière et étudiés par l'historien Vernon Palmer dans les années 1990. 
Plus récemment, ces documents ont été transcrits et publiés à partir des originaux manuscrits et comparés au texte de l'ordonnance de mars 1685 par Jean-François Niort dans ses ouvrages de 2015 : le mémoire de 1683 d'une part, puis les deux mémoires.
Le fait que les normes juridiques que l'ordonnance légalise soient déjà instituées localement, montre que le véritable but de l'ordonnance est politique : il s'agit d'affirmer la souveraineté royale (à travers l'idéologie et la phraséologie paternaliste de l'époque) et l'ordre public religieux et économique sur des territoires par ailleurs récemment annexés au domaine de la couronne (1674) après l'échec des modes de gestion coloniaux précédents (compagnies ou seigneurs-propriétaires), et de subordonner ainsi le pouvoir des maîtres-colons au but principal des colonies : une production économique destinée avant tout à l'enrichissement de leur Métropole.
Le seul exemplaire connu de ce texte est préservé aux Archives nationales d'outre-mer.

## Territoires d'application

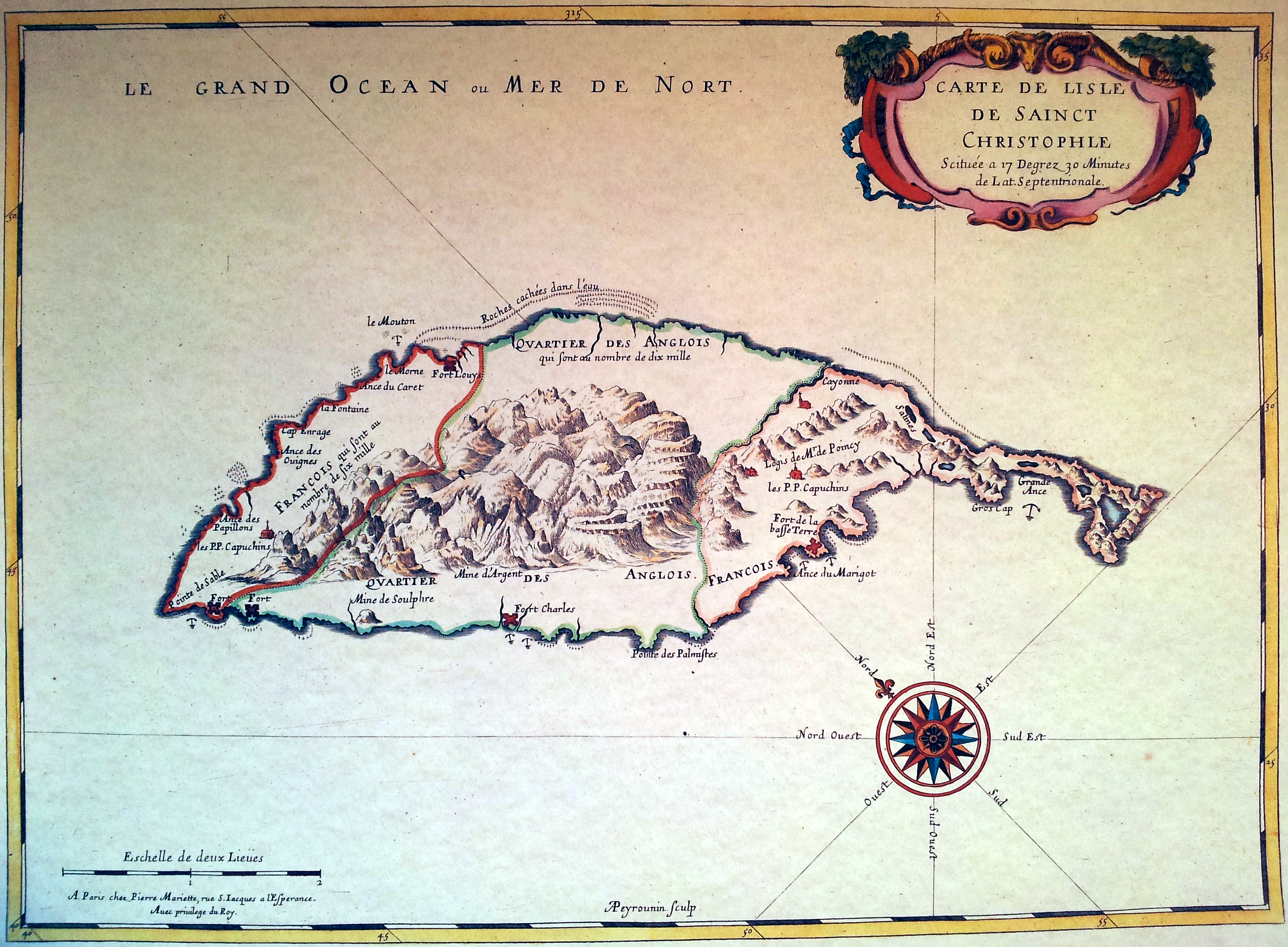
Nicolas Sanson.- Cartographie en 1650 de l'Ile de Saint-Christophe, première colonie française fondée dans les Amériques (1625 - 1702/1713).

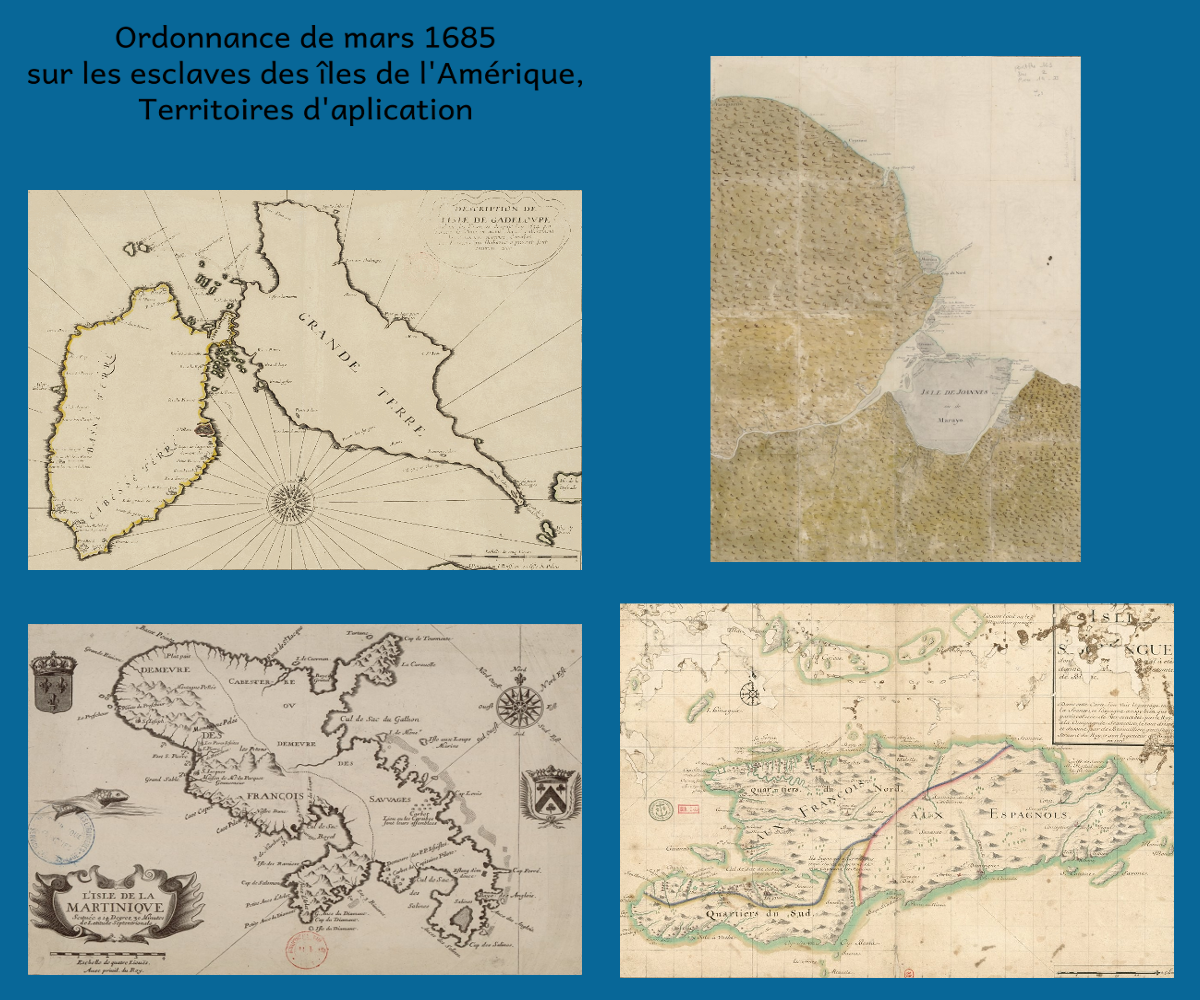
Territoires d'application.

L'ordonnance est enregistrée tout d'abord devant le Conseil souverain de la Martinique, siège du gouvernement général, le 6 août 1685, puis devant celui de la Guadeloupe le 10 décembre suivant. L'ordonnance sera également enregistrée (avec des variantes par rapport à la version Martinique-Guadeloupe) devant le Conseil souverain de Petit Goave, dans la partie française de Saint-Domingue, le 6 mai 1687, et c'est cette version qui deviendra la plus répandue dans les recueils du XVIIIe siècle. Puis le 5 mai 1704 devant le Conseil supérieur de Cayenne en Guyane française. Le texte est également applicable à Saint-Christophe, mais la date de son enregistrement dans cette colonie n'est pas connue à ce jour. L'ordonnance a été également applicable à Saint-Lucie [réf. en attente].

## Nature et appellations juridiques
Il s'agit d'un texte législatif royal. Appelé originellement ordonnance. Il conservera cette qualification notamment dans le Code de La Martinique de Jacques Petit De Viévigne, puis de Martin Durand-Molard. Mais il sera, à partir du début du XVIIIe siècle, plus communément appelé « édit », y compris en Guadeloupe, ainsi que le montrent la correction apportée au manuscrit de 1685 ci-dessus, de même que les éditions Saugrain (1718), Libraires associés (à partir de 1743) et Prault (à partir de 1742). Il sera également souvent appelé « Code Noir », comme dans l'édition Saugrain, mais cette expression prendra également le sens plus large de recueil des textes législatifs royaux sur les esclaves, ou même les colonies, et s'appliquera de plus aux édits similaires de 1723 sur les Mascareignes et de 1724 pour la Louisiane.

## Contenu juridique
L'ordonnance concerne principalement la condition juridique des esclaves et des affranchis, mais elle traite également de la police coloniale générale, spécialement en matière religieuse.   
En effet, l'art. 1er réitère le principe de l'expulsion des juifs des colonies concernées, les art. 2 et suivants organisent le primat de la religion catholique, en la rendant obligatoire aux esclaves (art. 2 et 3), interdisant aux maîtres protestants de leur imposer leur religion ou des commandeurs appartenant à leur religion (art.4 et 5). Le dimanche est un jour chômé (art. 6), le mariage (art.10) et la sépulture des esclaves baptisés (art.14) doivent se faire selon le rite catholique et le droit français. Le concubinage entre le maître et l'esclave est interdit, sous peine d'amende et de confiscation, mais le maître peut épouser sa concubine et l'affranchir par ce moyen (art. 9). Le maître doit consentir au mariage de ses esclaves mais ne peut pas le leur imposer (art.11).     
Dépourvu de personnalité juridique, l'esclave est légalement approprié par son maître et soumis à sa volonté. Il ne peut rien posséder en propre et appartient au patrimoine de son maître (art.28). En tant qu'objet de propriété, l’esclave est transmis héréditairement, en principe à titre de bien meuble (art. 44 et s.). Le maître peut non seulement l'obliger à travailler gratuitement et le punir en cas de désobéissance (art. 42), mais  aussi le vendre, le louer ou le prêter. Le prix de l'esclave mis à mort par décision de justice doit être remboursé à son maître non complice du crime commis (art. 40), lequel doit en revanche réparer les dommages causés par son esclave à autrui (art.37), mais aussi le représenter en justice et défendre ses intérêts, tant en matière civile que criminelle (art. 31). Enfin, les esclaves sont soumis à un statut social héréditaire (par voie matrilinéaire - art.13), discriminatoire et humiliant au sein de la société coloniale, destiné à garantir leur soumission. Le Code Noir leur interdit de porter des armes (art. 15), de s'attrouper (art. 16), de faire du commerce sans la permission de leur maître (art.18, 19 et 30), ainsi que d'agir et de témoigner en justice (art. 30 et 31). Il punit sévèrement les vols (art. 35 et 36), l'agression contre des personnes libres (art. 34) — et plus durement encore celle contre les maîtres et leur famille (art. 33) —, ainsi que la fuite des esclaves (art. 38), qu'on appellera en pratique le « marronnage », bien que ce terme recouvre des réalités fort diverses.    
Cependant, l'esclave est par ailleurs protégé par la loi, qui oblige son maître à le nourrir (art. 22), le vêtir (art. 25) et ne pas l'abandonner, même en cas d'incapacité provisoire ou définitive de travail par « maladie, vieillesse ou autrement » (art. 27), et à ne pas le mettre à mort, le torturer, le mutiler (art. 42 et 43) ou lui infliger de traitements « barbares et inhumains » (art. 26).     
En ce qui concerne l'affranchissement, hormis le cas déjà mentionné du mariage entre le maître et sa concubine (art. 9), le maître peut affranchir l'esclave soit de son vivant, soit par testament (art. 55). De plus, l'esclave sera considéré comme affranchi s'il est désigné par son maître, légataire universel, exécuteur testamentaire ou tuteur de ses enfants (art. 56).       
En principe, l'affranchi possède les mêmes droits que les personnes nées libres (art. 59). Néanmoins il devra conserver un respect particulier à son ancien maître et à sa famille (art. 58). Toutefois il ne s'agit que d'un respect moral, l'ancien maître ne pouvant pas exiger de son ex-esclave des services ou des privilèges économiques « en qualité de patron » (art. 58).

## Valeur et portée juridiques
L'ordonnance est un acte législatif royal, qui sera dûment enregistré et aura force de loi dans les colonies concernées jusqu'à son abrogation en 1793-1794 puis en 1848. En légalisant l'esclavage, l'ordonnance entre en contradiction avec l'édit du 3 juillet 1315 qui aurait été pris sous Louis X le Hutin et avec les principales coutumes du royaume de France, dont spécialement la coutume de Paris déclarée applicable aux îles d'Amérique depuis l'origine de la colonisation française[réf. nécessaire]. Les écrits du jurisconsulte Antoine Loysel restent la trace la plus fiable de l'édit de Louis le Hutin :

« Toutes perſonnes ſont franches en ce Royaume, & ſi toſt qu’vn eſclaue a attaint les marches d’iceluy, ſe faiſant baptiſer, il eſt affrãchy »

— Antoine Loysel.- Institutes Coustumières, 1607 article III
En ce sens, l'ordonnance de mars 1685 sur les esclaves des îles de l'Amérique, qui ne sera pas enregistrée devant le Parlement de Paris[réf. nécessaire], entérine la création du droit colonial français, en tant que corps de règles spécifiques à ces territoires et qui peuvent « légalement », de par la volonté du pouvoir royal, être dérogatoires au droit commun national. 
Les jurisconsultes français dans leur ensemble soulignent cette contradiction et rappellent que le droit d'esclavage est un droit « odieux »[réf. nécessaire] et contraire à la loi et au droit naturels[réf. nécessaire] mais, ils auront tendance à en accepter la légalité ou tout au moins la « nécessité »[réf. nécessaire] dans les colonies, malgré les protestations précoces, au début des années 1680, de quelques clercs tels les capucins français Épiphane de Moirans et espagnol Francisco José de Jaca, dont les mémoires, en latin et en espagnol, ont été édités en 2002 et 2007 par le CSIS[réf. nécessaire] espagnol. Ils dénonçaient non seulement l'immoralité mais aussi l'illégalité de l'esclavage colonial, et affirmaient la nécessité de son abolition immédiate et des réparations à ses victimes[réf. nécessaire]. Plus près de nous, Louis Sala-Molins a, dans un livre publié dès 1987, dénoncé la « monstruosité » de ce texte. 
Le Parlement de Paris, par le biais de son Tribunal de l'Amirauté de France, prononcera de nombreux affranchissements d'esclaves ayant été amenés par leurs maîtres sur le sol du Royaume de France, et même quelques décisions de réparations financières à leur égard, malgré la légalisation de ces pratiques par des édits de 1716 et de 1738, entrant eux-mêmes en contradiction avec le droit commun du royaume. 
Cependant, ce tribunal n'avait pas de compétence juridictionnelle sur les colonies, qui avaient chacune leur conseil souverain, auprès desquels l'ordonnance ou édit de mars 1685 avait été dûment enregistrée. Elle était donc « légalement » en vigueur sur ces territoires, bien qu'entrant, rappelons-le à nouveau, en contradiction directe avec le droit commun français, ce qui souligne en effet le caractère « monstrueux », non seulement sur un plan moral mais aussi strictement juridique, de ce droit colonial français dérogatoire au droit commun national. 
Le principe que le sol de France affranchit (privilège de la terre de France) sera réaffirmé sous la Révolution, et appliqué aux colonies lors de la première abolition par le décret du 4 février 1794, puis, après le rétablissement de l'esclavage colonial en 1802, à nouveau par une ordonnance royale de 1836 (sans qu'elle l'étende aux colonies, où l'esclavage reste légal). Lorsque l'ouverture à la cassation des décisions des cours coloniales interviendra, vers 1827-1828, la Cour de cassation en rappellera sans cesse l'existence et tentera d'en obtenir l'application de plus en plus aux colonies elles-mêmes, soulignant le caractère dérogatoire, exorbitant et « odieux » du droit colonial de l'esclavage, jusqu'à ce que, finalement, l'abolition de 1848, à travers les décrets du 4 mars et du 27 avril, mette fin définitivement à cette contradiction flagrante entre le droit commun et le droit colonial français, en réaffirmant que « Nulle terre française ne peut porter d'esclaves ».

## Évolution juridique
L'ordonnance de mars 1685 va être confirmée, mais aussi modifiée et complétée à plusieurs reprises par la législation royale ultérieure (jusqu'à la monarchie de Juillet), ainsi que par la réglementation et jurisprudence locales. Ainsi par exemple, dès l'année 1686, les articles 7 et 30 sont modifiés par un arrêt du Conseil du roi du 13 octobre, qui permet dorénavant de tenir le marché (y compris des esclaves) les jours de dimanche et fêtes, et d'accepter le témoignage des esclaves en justice « à défaut de Blancs » mais sans que l'esclave en question puisse témoigner pour ou contre son maître.      
En 1705, une ordonnance royale du 10 juin transforme la peine d'amende prévue à l'art. 39 en déchéance de liberté, mais une autre de 1726 réinstaure l'amende et première peine, ne conservant la déchéance qu'en cas de non-paiement. Par ailleurs, la prohibition de la torture et de la mise à mort de l'esclave par le maître prévue par les art. 42 et 43 sera renforcée par une déclaration royale du 30 décembre 1712.      
En ce qui concerne les affranchissements une ordonnance royale du 24 octobre 1713 impose une autorisation administrative préalable.       
Dernier exemple, la prohibition du travail libre du samedi pour les esclaves en échange de l'obligation domestique de nourriture de l'art. 24 sera levée et transformée en droit en 1845-1846,.